# Trithemis dejouxi
Trithemis dejouxi is een libellensoort uit de familie van de korenbouten (Libellulidae), onderorde echte libellen (Anisoptera).
De wetenschappelijke naam Trithemis dejouxi is voor het eerst geldig gepubliceerd in 1978 door Pinhey.